# Карлос Суасо
Карлос Умберто Суасо Лагос (ісп. Carlos Humberto Suazo Lagos, нар. 8 березня 1936, Тела — 28 квітня 2019, Тегусігальпа) — гондураський футболіст, що грав на позиції нападника, та гондураський футбольний тренер.

## Клубна кар'єра
Карлос Суасо народився в місті Тела, та розпочав виступи в дорослому футболі в 1952 році в складі клубу «Сонагера». наступного року він перейшов до складу клубу «Федераль». У 1954 році Суасо став гравцем одного з кращих гондураських клубів «Олімпія», де швидко став одним із гравців основного складу, здобувши у складі команді кілька титулів чемпіона країни. У 1958 році футболіст перейшов до іспанського клубу «Ельче», в якому грав до кінця 1959 року. У 1960 році Суасо повернувся до складу «Олімпії», у складі клубу грав до 1969 року, після чого завершив виступи на футбольних полях. Помер Карлос Суасо 28 квітня 2019 року.

## Виступи за збірні
У 1957 році Карлос Суасо дебютував у складі збірної Гондурасу на чемпіонаті Центральної Америки і Карибського басейну, пізніше грав у складі збірної на чемпіонатах націй КОНКАКАФ, останній раз у складі збірної грав у 1967 році, коли став бронзовим призером чемпіонату націй КОНКАКАФ 1967 року.

## Тренерська кар'єра
Відразу після закінчення виступів на футбольних полях Карлос Суасо у 1969 році очолив клуб «Олімпія», який привів до перемоги в чемпіонаті країни. Наступного року Суасо очолив збірну Гондурасу на чемпіонаті націй КОНКАКАФ 1971 року, проте на турнірі команда зайняла останнє 6 місце, після чого тренер покинув посаду. Пізніше Суасо очолював гондураські клуби «Бронкос де Чолутека», «Сула де ла Ліма» і «Тібуронес де Сан-Лоренсо», а також очолював молодіжну збірну Гондурасу.